# Tempel von Nordoe

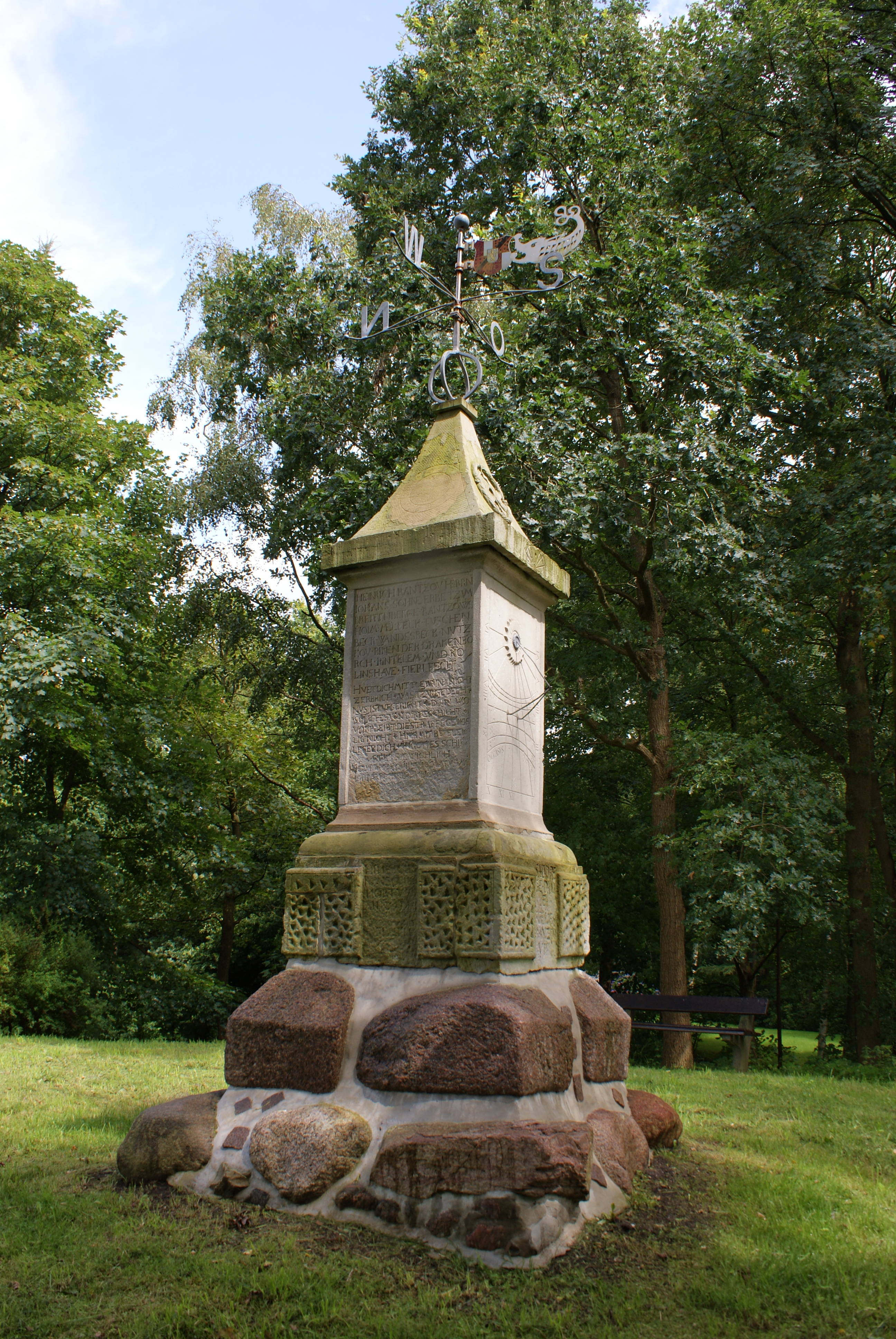
Der sogenannte Tempel von Nordoe

Der Tempel von Nordoe (manchmal auch die Pyramide von Nordoe) ist ein 1578 im Auftrag Heinrich Rantzaus errichtetes Monument in der Nähe des Breitenburger Schlosses bei Itzehoe in Schleswig-Holstein. Der sogenannte Tempel im Breitenburger Ortsteil Nordoe ist eigentlich ein Denkmal und ähnelt in seiner Form einem Obelisken oder einer Pyramide, ähnlich dem Rantzau-Obelisken und der einstigen Segeberger Pyramide in Bad Segeberg.
Das manieristische Bauwerk steht auf einem aus Feldsteinen gemauerten Sockel. Sein quaderförmiger Körper ist mit Inschriften verziert, die an die Freundschaft des dänischen Königs und seines Statthalters erinnern, die südliche Seite dient als Sonnenuhr. Auf den mittleren Block folgt als Abschluss eine pyramidenförmige Spitze, die von einer Wetterfahne in Form eines stilisierten Störs bekrönt wird. Der Tempel von Nordoe ist auch auf der Rantzau-Tafel abgebildet, das Denkmal wurde 1967 restauriert.
Um die Errichtung des Bauwerks rankt sich eine regionale Legende. Der Erbauer Heinrich Rantzau soll mit dem dänischen König Friedrich II. gewettet haben, dass er innerhalb einer Nacht einen Turm bauen könne, der die Spitze der Kremper Kirche überrage. Der Tempel von Nordoe wurde als Landmarke auf dem Gipfel eines auf der Münsterdorfer Geestinsel gelegenen Hügels errichtet, so dass seine Spitze trotz der geringen Eigenhöhe des Bauwerks von ca. fünf Metern über der Höhe des damaligen Kirchturms lag. Der König soll Heinrich Rantzau als Gewinn Mühlenrechte gewährt haben.